# Словаччина на літніх Олімпійських іграх 2020
Словаччину на літніх Олімпійських іграх 2020 представляв сорок один спортсмен у тринадцятьох видах спорту.

## Спортсмени
| Вид спорту                      | Чоловіки | Жінки | Загалом |
| ------------------------------- | -------- | ----- | ------- |
| Стрільба з лука                 | 0        | 1     | 1       |
| Легка атлетика                  | 5        | 4     | 9       |
| Бадмінтон                       | 0        | 1     | 1       |
| Бокс                            | 1        | 0     | 1       |
| Веслування на байдарках і каное | 7        | 2     | 9       |
| Велоспорт                       | 2        | 0     | 2       |
| Гольф                           | 1        | 0     | 1       |
| Гімнастика                      | 0        | 1     | 1       |
| Стрільба                        | 4        | 3     | 7       |
| Плавання                        | 1        | 1     | 2       |
| Настільний теніс                | 2        | 1     | 3       |
| Теніс                           | 3        | 0     | 3       |
| Боротьба                        | 1        | 0     | 1       |
| Загалом                         | 27       | 14    | 41      |